# Fernando Rubén Alarcón
Fernando Rubén Alarcón (Guatimozín, Argentina; 16 de junio de 1994) es un futbolista argentino. Juega de defensa central y su equipo actual es el Instituto de Córdoba de la Primera División.

## Trayectoria
Formado en las inferiores de Rosario Central, Alarcón fue promovido al primer equipo en 2015. En su estancia en el club, fue cedido a clubes del país, debutando en junio de 2017 en el Villa Dálmine de la Primera B Nacional.
Dejó el club rosarino en 2019 sin debutar a nivel profesional con el equipo, y fichó en el Temperley.
Tras un año en Tigre, el jugador fichó en el Instituto de Córdoba en enero de 2022.

## Estadísticas
Actualizado al último partido disputado el 23 de junio de 2023.
| Club                          | Div.          | Temporada     | Liga  | Liga  | Copas nacionales | Copas nacionales | Copas internacionales | Copas internacionales | Total | Total |
| Club                          | Div.          | Temporada     | Part. | Goles | Part.            | Goles            | Part.                 | Goles                 | Part. | Goles |
| ----------------------------- | ------------- | ------------- | ----- | ----- | ---------------- | ---------------- | --------------------- | --------------------- | ----- | ----- |
| Villa Dálmine Argentina       | 2.ª           | 2017-18       | 8     | 1     | 0                | 0                | —                     | —                     | 8     | 1     |
| Villa Dálmine Argentina       | 2.ª           | 2018-19       | 21    | 1     | 1                | 0                | —                     | —                     | 22    | 1     |
| Villa Dálmine Argentina       | Total club    | Total club    | 29    | 2     | 1                | 0                | 0                     | 0                     | 30    | 2     |
| Temperley Argentina           | 2.ª           | 2019-20       | 16    | 1     | 0                | 0                | —                     | —                     | 16    | 1     |
| Temperley Argentina           | Total club    | Total club    | 16    | 1     | 0                | 0                | 0                     | 0                     | 16    | 1     |
| Tigre Argentina               | 2.ª           | 2020-21       | 1     | 0     | 2                | 0                | —                     | —                     | 3     | 0     |
| Tigre Argentina               | 2.ª           | 2021          | 29    | 0     | 0                | 0                | —                     | —                     | 29    | 0     |
| Tigre Argentina               | Total club    | Total club    | 30    | 0     | 2                | 0                | 0                     | 0                     | 32    | 0     |
| Instituto (Córdoba) Argentina | 2.ª           | 2022          | 38    | 3     | 0                | 0                | —                     | —                     | 38    | 3     |
| Instituto (Córdoba) Argentina | 1.ª           | 2023          | 20    | 0     | 1                | 0                | —                     | —                     | 21    | 0     |
| Instituto (Córdoba) Argentina | Total club    | Total club    | 58    | 3     | 1                | 0                | 0                     | 0                     | 59    | 3     |
| Total carrera                 | Total carrera | Total carrera | 133   | 6     | 4                | 0                | 0                     | 0                     | 137   | 6     |